# Маковский, Александр Львович
Алекса́ндр Льво́вич Мако́вский (21 ноября 1930, Ленинград — 11 мая 2020) — советский и российский правовед, специалист по международному частному и гражданскому праву. Заслуженный деятель науки Российской Федерации (1995). Один из разработчиков Гражданского кодекса Российской Федерации, Гражданского кодекса СССР 1964 года.

## Биография

### Семья и детство
- Прадед — художник В. Е. Маковский.
- Дед — художник Александр Владимирович Маковский. Бабушка —  Галина Львовна Жемчужникова (1875—1939), дочь художника Л. М. Жемчужникова[2].
- Отец — Лев Александрович (1904—май 1942), инженер, умер в блокадном Ленинграде от голода и цинги[3].
- Мать — Тамара Арамовна, урождёная Арамянц (1912—ноябрь 1941), художник, умерла в блокадном Ленинграде туберкулёза. Тамара Арамовна — внучка промышленника, финансиста, мецената Микаэла Овсеповича Арамянца (дочь его сына Арама).   Памяти своей матери Александр Львович Маковский посвятил книгу «Судьба и творчество на переломе эпох. Тамара Маковская (Арамянц). 1912–1941» (СПб.: Премиум Пресс, 2022). Некоторые главы составлены уже после смерти Александра Львовича его дочерью Александрой[2].

Летом 1942 был эвакуирован в Москву, где жил в семье своего родственника, архитектора Л. В. Руднева. Затем вернулся в Ленинград, где его опекуном стала тётя матери — адвокат Ленинградской городской коллегии адвокатов Наталья Михайловна Михайлова, урожд. Морозова (1889—1972).
Был женат на Л. К. Маковской (урожд. Леонтьевской; 1928—2012).

### Образование
Окончил юридический факультет Ленинградского государственного университета (1953; с отличием), аспирантуру Всесоюзного института юридических наук (ВИЮН) (ныне — Институт законодательства и сравнительного правоведения при Правительстве РФ) в Москве по специальности «гражданское право» (1956). Его руководителем в аспирантуре была профессор Е. А. Флейшиц. Кандидат юридических наук (1959; тема диссертации: «Правовое регулирование морских перевозок грузов на советских судах»). Доктор юридических наук (1984; тема диссертации: «Проблемы международного частного морского права»). Профессор (1988).

## Научная и законотворческая деятельность

### Специалист по международному морскому праву
С 1956 — младший научный сотрудник, С 1961 — старший научный сотрудник ВИЮН (ныне - Институт законодательства и сравнительного правоведения при Правительстве РФ), где начал заниматься международным частным правом. В 1968—1980 — начальник отдела морского права Государственного проектно-конструкторского и научно-исследовательского института морского транспорта «Союзморниипроект».
В 1975—1980 участвовал в составе делегации СССР в Конференции ООН по морскому праву; вместе с Ф. Н. Ковалёвым работал в её III Комитете, занимаясь вопросами предотвращения загрязнения моря, режима арктических морей и др.; за эту работу награждён знаком «Почётный работник морского транспорта». С 1964 — член Морской арбитражной комиссии, с 1984 — Внешнеторговой арбитражной комиссии (ныне — Международного коммерческого арбитражного суда) при Торгово-промышленной палате (ТПП РФ).
Участвовал в работе над проектами ряда международных конвенций:
- Конвенции о гражданской ответственности за ущерб от загрязнения нефтью 1969;
- Конвенции о создании международного фонда для компенсации ущерба от загрязнения нефтью 1971;
- Афинской конвенции о перевозке морем пассажиров и их багажа 1974;
- Конвенции об ограничении ответственности по морским требованиям 1976,

и других международных договоров.
В 1968—1980 в качестве члена, советника и заместителя руководителя делегаций в Юридическом комитете Межправительственной морской консультативной организации (ИМКО) и на ряде международных дипломатических конференций участвовал в подготовке и принятии многих международных конвенций по различным вопросам морского права.
Научные интересы: предмет и понятие международного частного права, его сущность, состав, проблемы международной унификации права.

### Один из авторов Гражданского кодекса
С 1980 — во ВНИИ советского законодательства (ныне - Институт законодательства и сравнительного правоведения при Правительстве РФ): заведующий сектором, заместитель директора (1985—1991), главный научный сотрудник отдела международного частного права.
С 1991 — заместитель председателя совета Исследовательского центра частного права при президенте России. С апреля 1994 — председатель совета Научно-консультативного центра частного права СНГ, образованного решением Совета глав правительств государств-участников СНГ. Научный руководитель Российской школы частного права.
Участвовал в подготовке проектов законодательных актов — Основ гражданского законодательства СССР и союзных республик 1961 (1960—1961), Гражданского кодекса РСФСР 1964 г., Кодекса торгового мореплавания СССР 1968 (1962—1968), в консультировании проектов Гражданских кодексов других союзных республик (1964—1965). Участвовал также в подготовке проекта Гражданского кодекса Монгольской народной республики (МНР; 1961—1962), награждён Почетной грамотой Совета министров МНР.
С 1987 участвует в подготовке проектов законов по вопросам гражданского права — Закона СССР об индивидуальной трудовой деятельности. Закона СССР о собственности, Закона РСФСР о собственности. Руководил рабочей группой по подготовке проекта Основ гражданского законодательства СССР и республик. С 1991 — руководитель рабочей группы по подготовке проекта Гражданского кодекса Российской Федерации и с 1992 — проекта Закона о залоге недвижимости (ипотеке). Опубликовал ряд работ по проблемам гражданского права, включая комментарии к Гражданскому кодексу Российской Федерации и другим законам, а также монографии и статьи.
С 1994 как председатель Совета Научно-консультативного центра частного права СНГ руководил работой по подготовке модельных гражданско-правовых законодательных актов для стран СНГ, прежде всего модели Гражданского кодекса, две части которого в 1994—1995 одобрены Межпарламентской ассамблеей государств — участников СНГ.
С 1999 — заместитель председателя Совета при президенте России по кодификации и совершенствованию гражданского законодательства.
Член научно-консультативных советов Верховного суда России и Высшего Арбитражного суда России, советник Конституционного суда России. Арбитр Морской арбитражной комиссии при ТПП РФ, член Исполнительного комитета Российской Ассоциации международного права. Председатель научного совета АО «Консультант Плюс» (занимается общим руководством работ по разработке системы классификации).
Лауреат премии «Фемида» за 1999 в номинации «Правовая реформа» за успешное руководство крупнейшими кодификационными работами по созданию нового гражданского права России, в том числе и Гражданского кодекса.
Лауреат премии «Юрист года» (в номинации «Развитие законодательства») (2010 год).

## Основные труды
Автор многих работ по различным вопросам гражданского, международного частного и морского права, в том числе:
- Правовое регулирование морских перевозок грузов. М., 1961.
- Международное частное морское право. М., 1974.
- Международные договоры об унификации морского права. ТПП СССР. Секция торгового мореплавания и морского права. М., 1983.
- Международное частное морское право. Л., Судостроение, 1984 (в соавт.).
- Морское право: Учебник для мореходных училищ. М., 1984 (в соавт.).
- Гражданский кодекс Российской Федерации. Часть вторая. Текст, комментарии, алфавитно-предметный указатель. М., 1996 (в соавт.).
- Международное частное право. Иностранное законодательство. М., 2001 (в соавт.).
- Комментарий к части третьей Гражданского кодекса Российской Федерации. М., 2002 (в соавт.).
- Комментарий к Федеральному закону «О третейских судах в Российской Федерации». М., 2003 (в соавт.).
- Гражданское законодательство как предмет ведения Федерации в прошлом и настоящем нашего отечества. // Журнал российского права. 2003. № 11.
- Гражданское законодательство в советской плановой экономике и в рыночной экономике России.// Журнал российского права. 2005. № 9.
- Гражданское уложение Германии. Вводный закон к гражданскому уложению. М., 2006.